# Leila Zerrougui
Leila Zerrougui (Souk Ahras, 1956) és una jurista algeriana, experta en drets humans i administració de justícia a Algèria. Va ser Representant Especial del Secretari General per a la infància i els conflictes armats de setembre de 2012 a maig de 2017. En aquest càrrec, va exercir com a advocada independent per crear consciència i donar protagonisme als drets i la protecció dels nens i nenes afectades pel conflicte armat. A partir de gener de 2018, servirà com a cap de la missió de manteniment de la pau de les Nacions Unides al Congo, MONUSCO.

## Carrera
Es va graduar a l'Escola Nacional d'Administració (Alger) l'any 1980. Des del 1993 va ocupar diversos càrrecs acadèmics a les escoles de dret d'Algèria i va ser professora associada de l'Ecole Supérieure de la Magistrature (Alger). Ha publicat àmpliament sobre l'administració de justícia i drets humans. Va exercir com a jutge juvenil i jutge de primera instància des de 1980 fins a 1986, i com a jutge d'apel·lacions a Alger i Blida de 1986 a 1997. Des de 1998 fins a 2000, va ser assessora jurídica del gabinet del Ministeri de Justícia i, des de 2000 fins a 2008, com a assessora legal del gabinet del president d'Algèria. També va treballar en diverses posicions dins del govern algerià i va ser membre de la Comissió Nacional Algeriana per a la Reforma del Poder Judicial. Des del 2000 és consellera de la Cort Suprema.
Simultàniament, va ser membre del Grup de Treball sobre la Detenció Arbitrària del Consell de Drets Humans de les Nacions Unides des del 2001, i va servir com a Presidenta-Relatora del Grup de Treball des de 2003 fins a maig de 2008.
Abans del seu nomenament com a Representant Especial el 2012, va ser subdirectora especial del Secretari General i subdirectora de la Missió d'Estabilització de l'Organització de les Nacions Unides a la República Democràtica del Congo (MONUSCO), on, des de 2008, va liderar els esforços de la missió enfortint l'estat de dret i la protecció dels civils. El 2013 va ser succeïda per Abdallah Wafy.